# Weißenburggegend
Weißenburggegend ist eine Streusiedlung in den Türnitzer Alpen im niederösterreichischen Mostviertel, Gemeinde Frankenfels, Bezirk St. Pölten-Land.

## Geographie
Die Streusiedlung befindet sich etwa 30 Kilometer südwestlich von Sankt Pölten, etwa 3 km nordöstlich des Gemeindehauptorts. Die zerstreuten Häuser liegen entlang der Pielach und des Weißenbaches, an den Südhängen des Bichlbergs (859 m ü. A.), der zum Höhenrücken zwischen Pielachtal und Texingtal gehört. Hier geht das Bergland der Mostviertler Kalkvoralpen (Türnitzer Alpen) in die Vorberge des Ötschergebiets über.
Der Ort umfasst gut 20 Gebäude mit etwa 60 Einwohnern. Zum Ort gehören Teile der Rotte Weißenburg am Weißenbach, die den Gutteil der Streusiedlung ausmachen, sowie die Einzellagen Vorder-, Mitter- und Unter-Wies Pielachtalauswärts. Am Sporn der Weißenbachmündung in die Pielach – Ausläufer des Frankenfelsbergs – steht die jüngst sanierte Ruine Weißenburg.

### Nachbarorte und -ortschaften
| Tiefgrabenrotte (O) |                                             | Schwerbachgegend (O, Gem. Kirchberg a.d.P.) |
|                     | Kompassrose, die auf Nachbargemeinden zeigt | Schroffengegend (O, Gem. Loich)             |
| Lehengegend (O)     | WeißenburgHofstadtgegend (O)                | Pielachleitengegend (O)                     |

## Geschichte

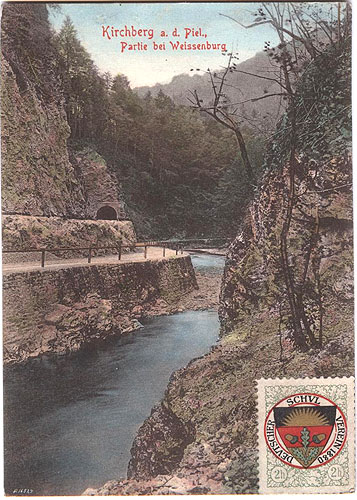
Weißenburg Tunnel der Mariazellerbahn und Straße in der Weißenburggegend in Frankenfels um 1907 mit einer Marke des Deutschen Schulvereins

Die Bezeichnung dieser Gegend leitete sich von der Burg Weißenburg ab. Unterhalb der Burg bildete sich das Dörfl mit der Taverne, einem Meierhof und einer Mühle. Bis 1860 führte der Weg von Kirchberg an der Pielach über zwei Holzbrücken über den Weißenbach zur Taverne und dann über das Annakreuz und Ober-Grub zum Ort Frankenfels.
1905 wurde die Pielachtalstrecke der Mariazellerbahn von Kirchberg bis Laubenbachmühle fertiggestellt (bis Kirchberg und auf der Zweigstrecke nach Mank fuhr die Bahn schon 1898). In Weissenbach wurde eine Verladestation eingerichtet.
Um 1930 wurde im Gemeinderat darüber diskutiert, eine eigene Schule im Weißenbachtal zu errichten.
Am 1. Jänner 1938 entstand in der Nähe der Taverne eine Filiale der Freiwilligen Feuerwehr Frankenfels, anfangs als abgesetzte Gruppe. Diese Feuerwehr übersiedelte 1981 als abgesetzter Zug in die Tiefgrabenrotte. Ab 7. Mai 2017 wird diese als Freiwillige Feuerwehr Weißenburg geführt.

### Haus- und Flurnamen

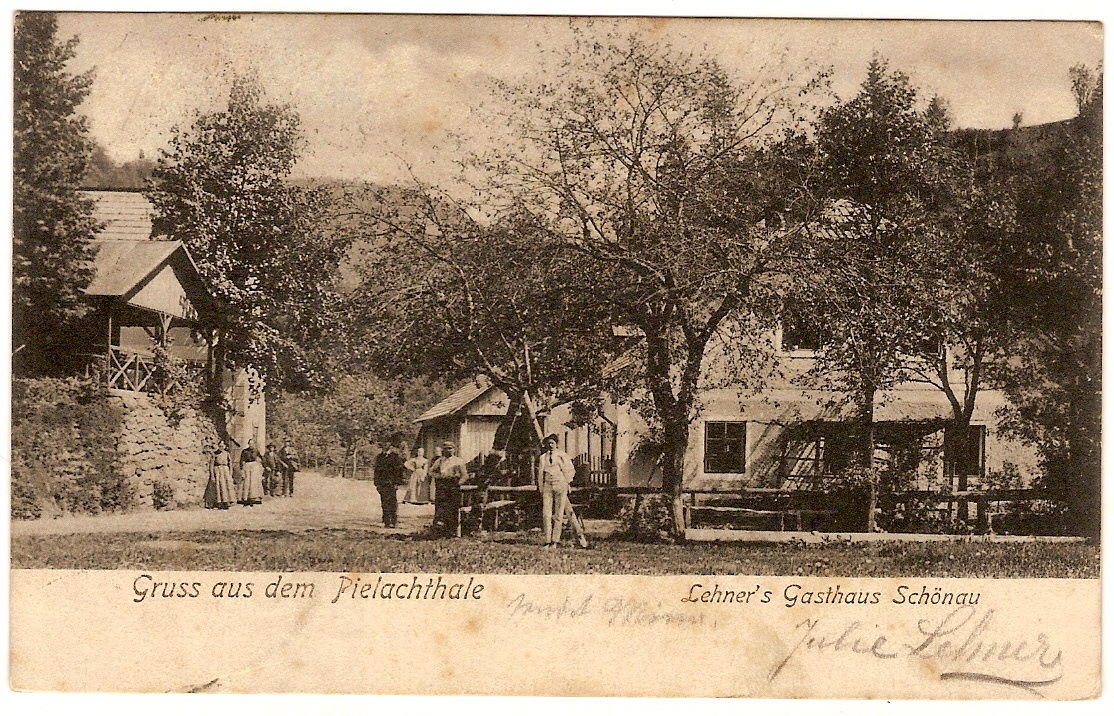
Gasthaus Schönau in der Weißenburggegend 17 in Frankenfels um 1908

In der Weißenburggegend existieren derzeit etwa vierzig Häuser, wobei 17 einen heute großteils nicht mehr verwendeten Hausnamen besitzen.
Liste der Häuser
(In Klammer ist hier die Wortherkunft angeführt)
- Weißenburggegend 1: Steingrund bzw. Landgerichtsdienerhäusl (Haus eines Gerichtsdieners)
- Weißenburggegend 2: Scheibstatthäusl (Lageplatz, wo Holz zu scheiben war)
- Weißenburggegend 3: Burg Weißenburg
- Weißenburggegend 4: Saghäusl (Wohnort eines Sägewerkmeisters)
- Weißenburggegend 5: Brandgrabenhäusl (Häusl der Gehöfte Brandgraben in Kirchberg an der Pielach, welche aufgrund Brandrodungen benannt wurden)
- Weißenburggegend 6: Unter-Wies (Lage neben einer Wiese)
- Weißenburggegend 7: Mitter-Wies (siehe Weißenburggegend 6)
- Weißenburggegend 8: Vorder-Wies (siehe Weißenburggegend 6)
- Weißenburggegend 9: Jägerhaus (Wohnsitz des herrschaftlichen Jägers)
- Weißenburggegend 10: Bleichgarten (Bleichung des Flachses, welcher im Haarstubenhäusl erzeugt wurde)
- Weißenburggegend 11: Untersäge (Herrschaftssäge und -mühle)
- Weißenburggegend 12: Tavern (Taverne, die bis zum 17. Jahrhundert zur Herrschaft bzw. Burg Weißenburg gehörte)
- Weißenburggegend 13: Hofhäusl (Hof bedeutet hier Herrschaftseigentum)
- Weißenburggegend 14: Haarstubenhäusl (Hier wurde Flachs gewärmt, damit er vom Stängel gewonnen werden konnte)
- Weißenburggegend 15 †: Elendgartenhäusl (Angeblich war hier ein Tiergarten der Weißenburg, in dem Elche gehalten wurden)
- Weißenburggegend 16: Tavernmühle (Mühle der Weißenburg)
- Weißenburggegend 17: Schönau (Lage an einer schönen Au)

Das Elendgartenhäusl (Weißenburggegend 15) existiert nicht mehr. An dieser Stelle war einst die Ladestelle Weißenburg der Mariazellerbahn.
Heute gibt es nur mehr Wohnhäuser, und die historischen Flurnamen und Vulgonamen gehen langsam in Vergessenheit. Noch heute ist aber folgender Spruch bekannt: „Der Weißenbach fängt im Elend an und hört in der Not auf“. Gemeint sind dabei die Häuser Elendgarten (Weißenburggegend 15) und Not (Wiesrotte 11).

## Wirtschaft und Sehenswürdigkeiten
In der Weißenburggegend wurden neben der Land- und Forstwirtschaft auch andere Gewerbe betrieben. So war in der Weißenburggegend eine Taverne, ein Sägewerk und ein Hufschmied vorhanden. Später wurden Dachziegel gefertigt. Eine Holzstielerzeugung übersiedelte um 1930 von der Weißenburggegend 2 in die Tiefgrabenrotte 23.

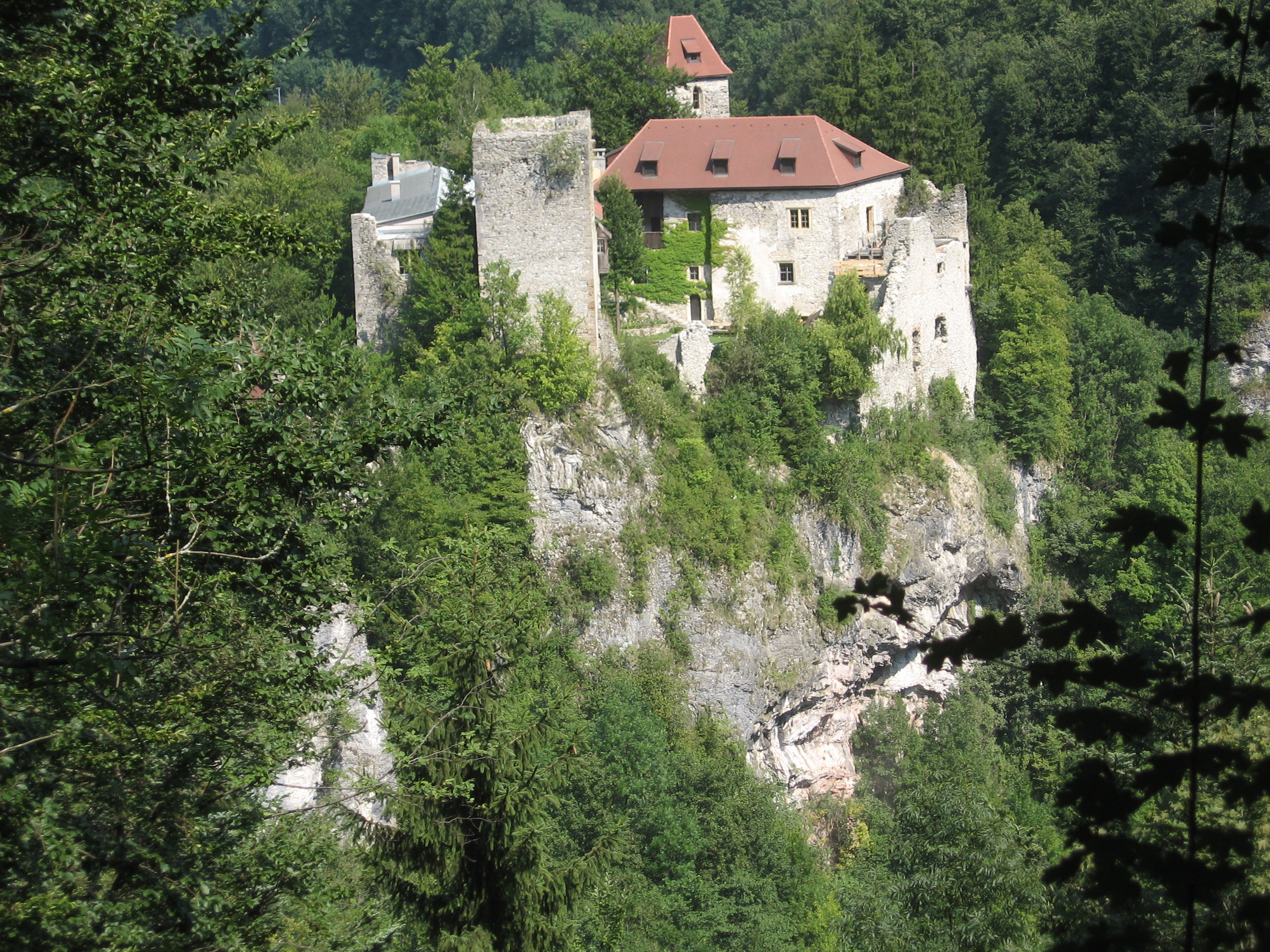
Burg Weißenburg vom Annakreuz
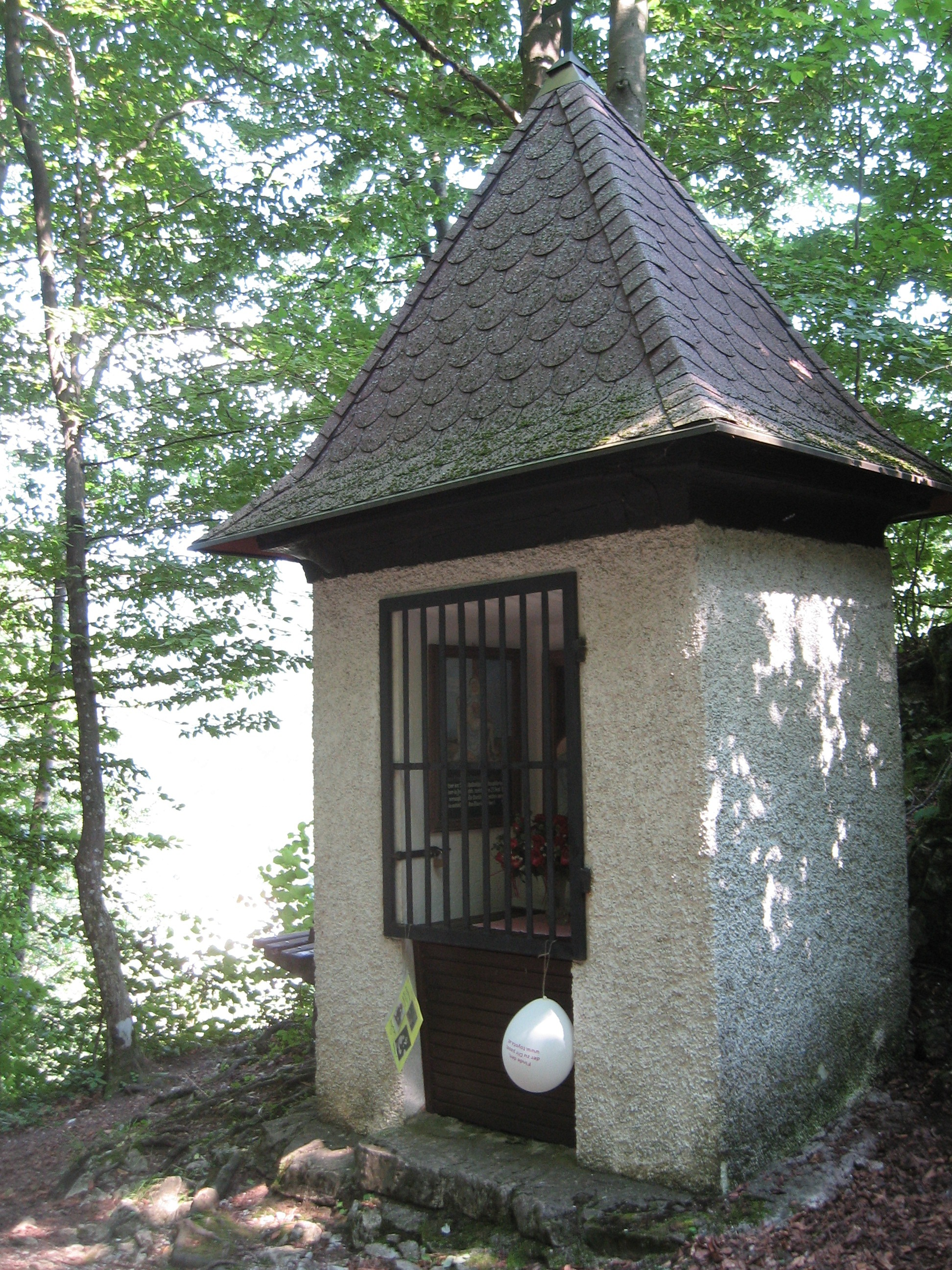
Anna-Kapelle beim Anna-Kreuz

## Nachweise
- 31906 – Frankenfels. Gemeindedaten der Statistik Austria

1. ↑  Franz Xaver Schweickhardt: Darstellung des Erzherzogthums Österreich unter der Ens, … 7. Band: Viertel Ober-Wienerwald. Wien 1837, Kapitel Herrschaft Kirchberg: Weissenburg, S. 21 (Ober-Wienerwald ist heute etwa das Mostviertel; Text online, archive.org).
2. ↑  Lit. Gamsjäger: Frankenfelser Häuserbuch, S. 450
3. ↑  nach Lit. Gamsjäger: Frankenfelser Häuserbuch.
4. ↑  Gamsjäger: Frankenfelser Häuserbuch, S. 422